# Xenylla portoricensis
Xenylla portoricensis är en urinsektsart som beskrevs av da Gama 1976. Xenylla portoricensis ingår i släktet Xenylla och familjen Hypogastruridae. Inga underarter finns listade i Catalogue of Life.